# Cloruro di guanidinio
Il cloruro di guanidinio o cloridrato di guanidina è il sale della guanidina e dell'acido cloridrico, di formula CH6N3Cl.
A temperatura ambiente si presenta come un solido incolore e inodore. È un composto irritante.

## Struttura
Il cloruro di guanidinio cristallizza nel sistema ortorombico con gruppo spaziale Pbca. La struttura cristallina consiste di un reticolo di cationi guanidinio e anioni cloruro collegati da legami a idrogeno N–H···Cl.

## Sintesi
Il cloruro di guanidinio si forma per reazione tra la cianammide e il cloruro di ammonio in soluzione alcolica a 100 °C secondo il seguente schema:
{\displaystyle \mathrm {H_{2}N{-}C{\equiv N}+\ NH_{4}Cl{\xrightarrow {\ }}} } {\displaystyle \mathrm {\ (H_{2}N)_{2}C{=}NH\cdot HCl\ \rightleftharpoons \ (H_{2}N)_{3}C^{+}\ +\ Cl^{-}} }

## Impiego nella denaturazione delle proteine
Il cloruro di guanidinio è un forte agente caotropico e uno dei più efficaci denaturanti utilizzati negli studi fisiochimici sul ripiegamento proteico. Ad alte concentrazioni di cloruro di guanidinio (6 M), le proteine perdono la loro struttura proteica e tendono a disporsi in avvolgimenti casuali, perdendo ogni residuo di struttura. Invece a concentrazioni millimolari in vivo il cloruro di guanidinio tende a interagire con le cellule dei prioni positivi, facendo sì che una cellula caratterizzata da un fenotipo a prione positivo tende a trasformarsi in un fenotipo a prione negativo. Questo deriva dall'inibizione dello chaperone molecolare Hsp104 noto per giocare un ruolo importante nella frammentazione e propagazione delle fibre prioniche.